# Quartier des Champs-Élysées
Quartier des Champs-Élysées är Paris 29:e administrativa distrikt, beläget i åttonde arrondissementet. Distriktet är uppkallat efter Avenue des Champs-Élysées som i sin tur är uppkallad efter Champs-Élysées, ett tidigare militärexercisfält. Jämför även Elyseiska fälten.
Åttonde arrondissementet består även av distrikten Faubourg-du-Roule, Madeleine och Europe.

## Sevärdheter
- Notre-Dame-de-Consolation
- Jardins des Champs-Élysées med Fontaine du Cirque
- Square de Berlin

## Bilder
| - De fyra administrativa distrikten i Paris åttonde arrondissement. - Notre-Dame-de-Consolation. - Fontaine du Cirque i Jardins des Champs-Élysées. |

## Kommunikationer
- Tunnelbana – linjerna   – Champs-Élysées–Clemenceau